# سيارة توزيع الحليب

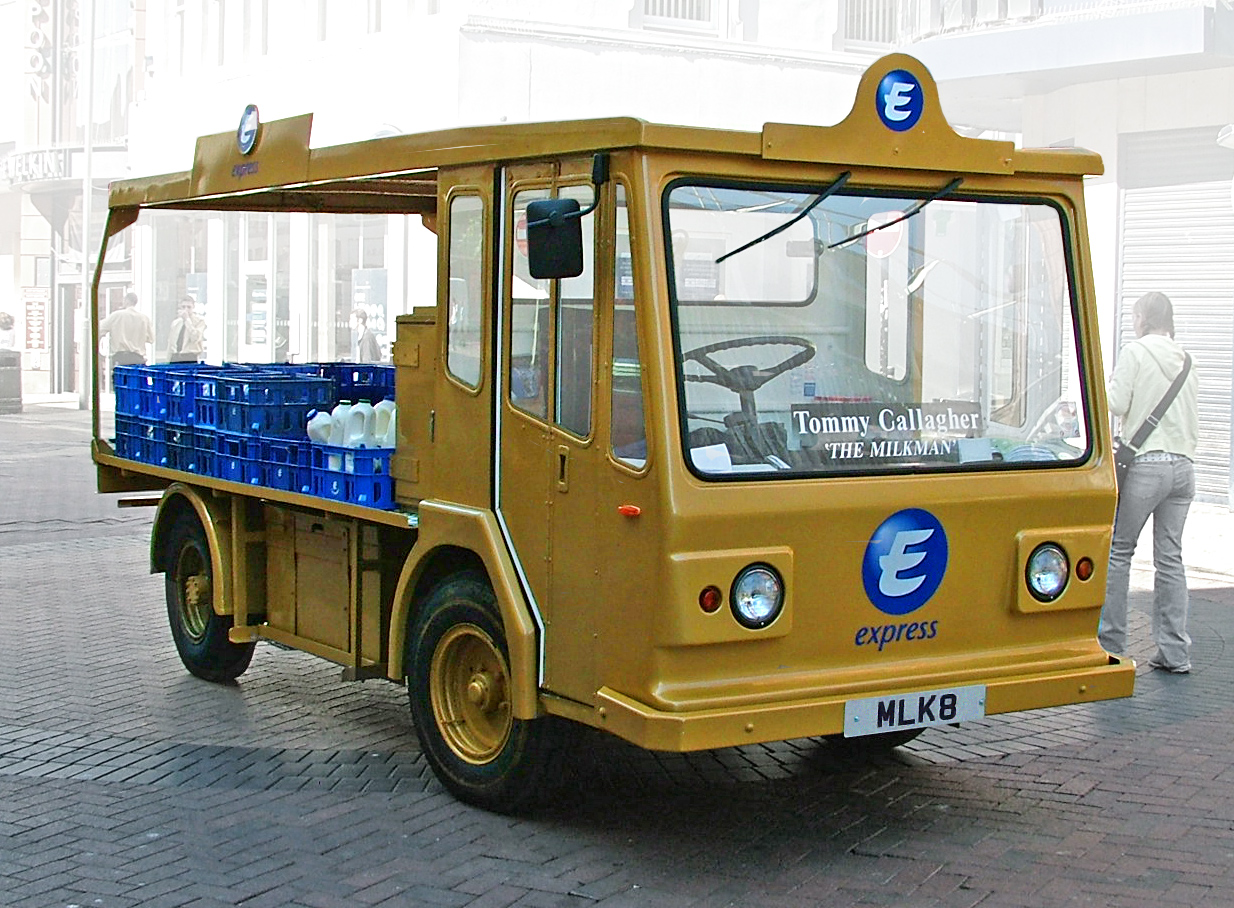
عربة حليب كهربائية في وسط مدينة ليفربول، يونيو 2005.

عربة توزيع الحليب أو سيارة توزيع الحليب (بالإنجليزية: Milk float) هي مركبة مصممة لتوصيل الحليب الطازج. كانت سيارة توزيع الحليب عربة تجرها الخيول [الإنجليزية]، أما الآن فهي سيارة كهربائية تعمل بالبطارية. كانت هذه العربات شائعة في العديد من الدول الأوروبية، لا سيما المملكة المتحدة، وكان يديرها منتجون محليون للحليب. في السنوات الأخيرة، ومع تزايد الأسواق المركزية والمحلات والمتاجر الصغيرة التي توفر الحليب الطازج، تحول العديد من الأشخاص من خدمة التوصيل المنزلي إلى الحصول على الحليب من هذه المصادر.

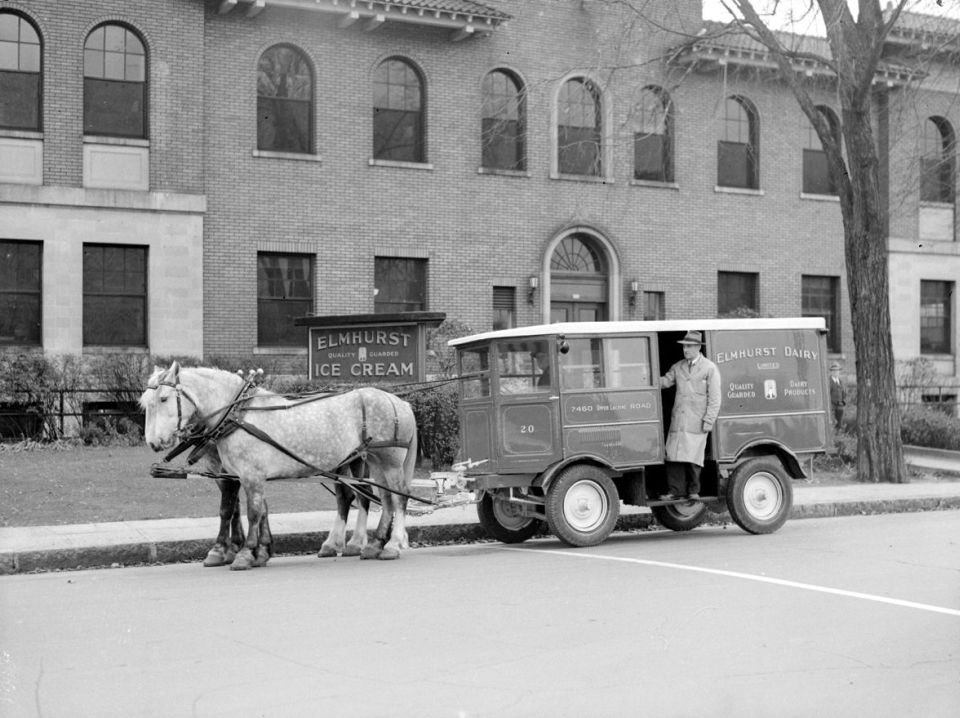
عربة حليب تجرها الخيول في مونتريال، كيبيك، عام 1942.

## نبذة عامة
بسبب القدرة المحدودة لمحركها الكهربائي، تسير عربة توزيع الحليب ببطء نسبيًا، حيث تتراوح سرعتها عادة بين 16 إلى 26 كم في الساعة، على الرغم من أن بعض العربات عُدلت لتصل سرعتها إلى 130 كم في الساعة. غالبًا ما يخرج السائقون من المركبة قبل توقفها بالكامل لتسريع عمليات التوصيل. تحتوي عربات توزيع الحليب على أبواب منزلقة يمكن تركها مفتوحة أثناء السير، أو قد تكون خالية من الأبواب. تتوفر هذه العربات بنسختين إما ثلاثية العجلات أو أربع عجلات، وتكون النسخة ذات الأربع عجلات أكبر حجمًا. تتميز عربات الحليب الكهربائية بالهدوء، مما يجعلها مناسبة للعمل في المناطق السكنية خلال الساعات المبكرة من الصباح أو الليل.

معظم عربات توزيع الحليب الكهربائية لا تحتوي على أحزمة أمان، وتقتصر القوانين في المملكة المتحدة على ضرورة ارتداء أحزمة الأمان فقط في المركبات المزودة بها. في السابق، كان هناك استثناء في القانون يسمح للمسؤولين عن التوصيلات المحلية بعدم ارتداء أحزمة الأمان، وهو ما كان يشمل السائقين والركاب في عربات توزيع الحليب المزودة بأحزمة أمان. لكن القانون تغير في عام 2005 ليقتصر الاستثناء على التوصيلات التي تكون المسافة بينها أقل من 50 مترًا.